# اولاف همپل

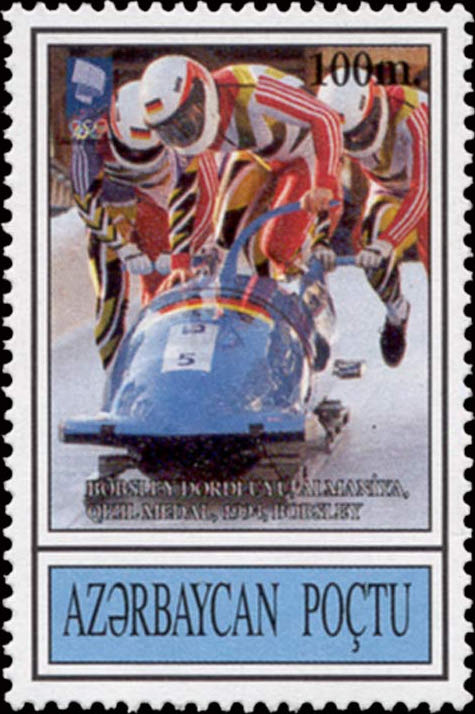
تمبر اولاف همپل - ۱۹۹۵

اولاف همپل (انگلیسی: Olaf Hampel؛ زادهٔ ۱ نوامبر ۱۹۶۵) ورزشکار بابسلد اهل آلمان بود.